# Friet
Friet, frieten, fritten, patat of patates frites is een gerecht van gefrituurde aardappelreepjes.

## Taalkunde

Benaming voor gefrituurde staafjes aardappel in 1972. Gebaseerd op de kaart Patates frites van Jan Stroop.

De benamingen friet en patat zijn afgeleid van de woordcombinatie patates frites; Belgisch-Frans voor 'gefrituurde aardappelen'. In Vlaanderen wordt meestal van friet, frieten, frietjes en soms ook fritten gesproken, in de drie zuidelijke provincies van Nederland en in het zuiden van Gelderland spreekt men van friet of frites, in de rest van Nederland wordt vooral het woord patat gebruikt. Het gebruik van dit laatste woord kan in Vlaanderen, Zeeland, Nederlands Limburg en Noord-Brabant verwarring veroorzaken; bij de eerste twee omdat patat daar ook de gangbare betekenissen "(rauwe) aardappel" of "klap/slag" heeft, en in de laatste gevallen omdat het woord er niet of nauwelijks gebruikt wordt.
In Frankrijk noemt men frieten pommes frites. Amerikanen spreken van French fries, een term die voor het eerst in 1856 in druk voorkomt in het kookboek Cookery for Maids of All Work door E. Warren. In de rest van de Engelstalige wereld wordt meestal over chips gesproken. Duitstaligen hebben net als Nederlandstaligen, afhankelijk van de regio, verschillende aanduidingen voor pommes frites: Pommes, Fritten en Pommfritt(s).

## Geschiedenis

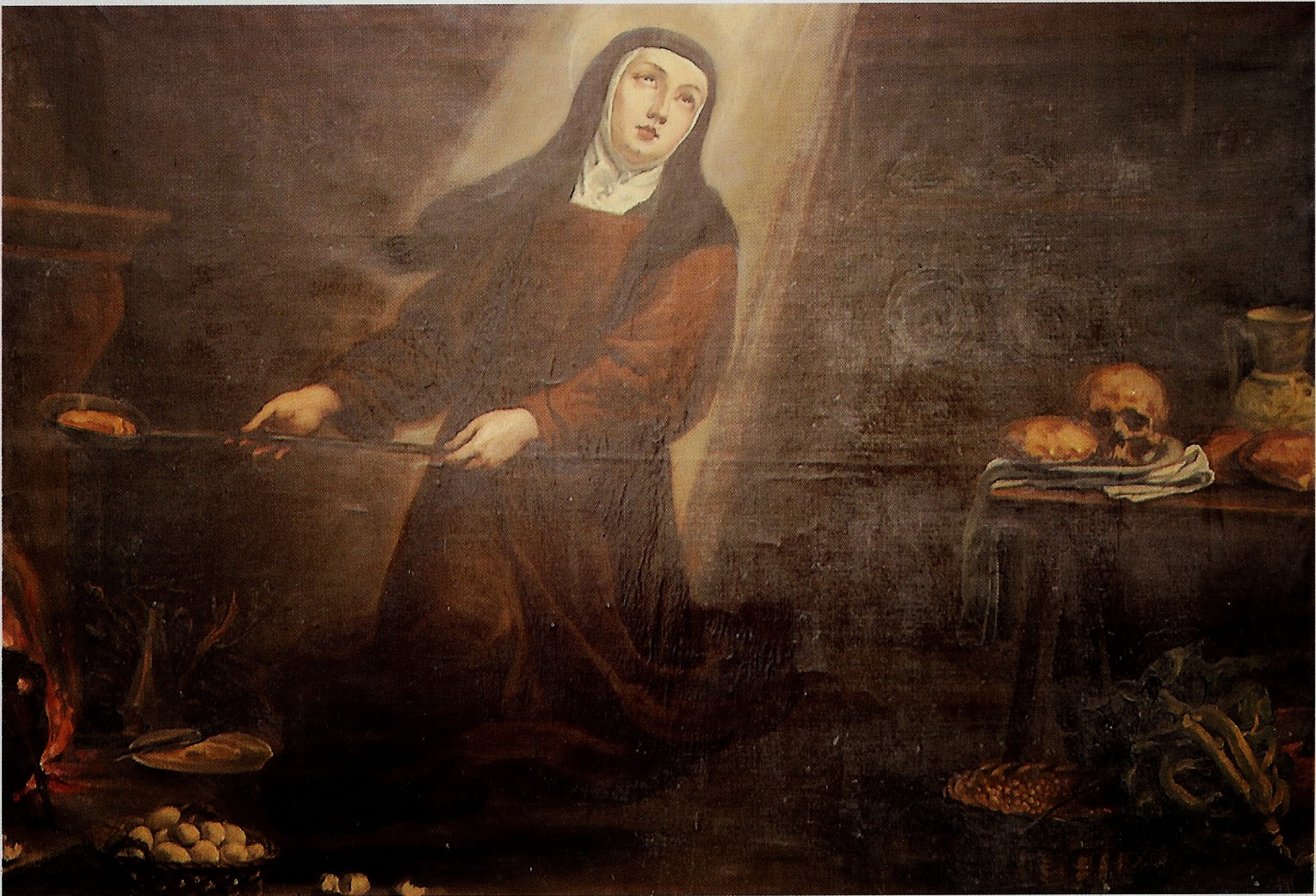
Theresa van Avila frituurt aardappelen in een steelpan (schilderij toegeschreven aan Francisco Rizi, ca. 1675).

Over het moment en de plaats van de uitvinding van friet bestaat geen zekerheid. Volgens verschillende bronnen zou friet aan het eind van de 17e eeuw zijn ontstaan.
Volgens de Encyclopedie van de friet zouden gefrituurde stukjes aardappel voor het eerst bereid zijn op het Iberisch schiereiland. Theresa van Avila liet de voedzame plant verbouwen in de kloostertuinen van de hervormde karmelietessen. De gesneden aardappelen werden door haar eenmaal gebakken in een steelpan met kokende olijfolie.
De Belgische historicus en gastronoom Jo Gérard laat voor wat betreft België de geschiedenis van friet beginnen rond 1680. De inwoners van Namen, Andenne en Dinant hadden toen de gewoonte om te vissen in de Maas en de kleine visjes die ze er vingen in olie te bakken. Tijdens vorstperiodes of bij gevaarlijke stromingen werd het echter riskant om te vissen. Als alternatief sneden de inwoners aardappelen in de vorm van kleine visjes, die ze dan eveneens in de olie bakten. Dit verhaal van Gérard stamt naar zijn zeggen uit een oud familiedocument van zijn betovergrootvader Joseph Gérard. Het werd echter nooit gepubliceerd en is bijgevolg nooit door anderen gecontroleerd of bevestigd. Bij het verhaal kunnen ook inhoudelijk vraagtekens geplaatst worden. Zo zijn (Naamse) frieten in de 17e eeuw een anachronisme, daar de aardappel pas rond 1735 in de streek werd geïntroduceerd. Bovendien was het, gezien de toenmalige economische situatie, ondenkbaar dat de gewone man zoveel vet had willen besteden aan de bereiding van frieten.
Een andere verklaring voor het ontstaan van friet is afkomstig uit Frankrijk. De Fransen eisen de creatie van de patates frites op, en verwijzen daarbij naar de allereerste friture, die op de Pont Neuf zou hebben gestaan.

### Friet in Nederland
Nadat de frieten in België alom bekend waren, was het de beurt aan de Nederlandse markt.
De oudste vermelding van friet (toen nog "pommes de terre frites") in Nederland was in de Noord-Brabantse stad Breda.
In 2019 werd in diverse media vermeld dat Breda - het Frietcentrum van Nederland - het 150-jarige bestaan van "De Nederlandse Friet" vierde.
Al in 1868 adverteerde de eigenaar van een Vlaamse gebak- en frietkraam in de Bredasche Courant met "pommes de terre frites".
In 1882 adverteerde een café-restaurant in Venlo voor "Biefstuk met Patates Frites en een glas Münchener", terwijl het café-restaurant van het Nederlandsch Panopticum datzelfde jaar "pommes frites" serveerde bij een filet de boeuf in madeirasaus.
De eerste keer dat frieten in de Nederlandse literatuur opduiken is in Eendagsvliegen (1971), de herinneringen van Willem Walraven aan zijn Rotterdamse jaren (1907-1909). Hij verhaalt over "het mooie Françaisetje die een dronken moeder had en die op het Rode Zand des avonds zong bij haar stalletje: Des pommes frites!/De belle friture!/Des pommes Frites! A frite!". M.J. Brusse meldt in 1912 de aanwezigheid van 'patat friet'-huizen in de rosse buurt rond de Rotterdamse Zandstraat.

## Aardappelrassen

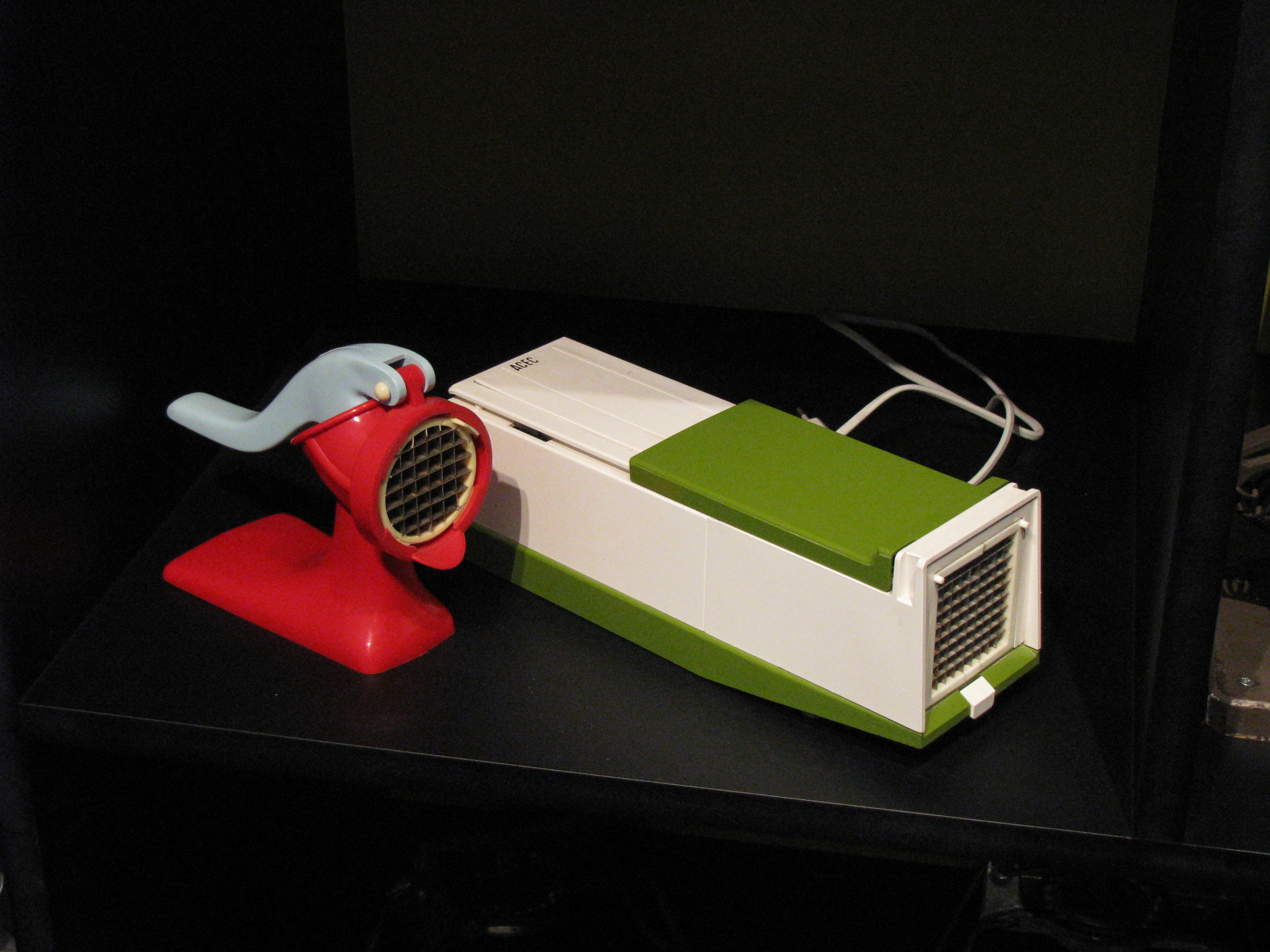
Frietpersen voor het snijden van aardappels in de juiste frietvorm, tentoongesteld in het Frietmuseum in Brugge.

De meest gebruikte aardappels voor friet zijn 'melige' aardappelen; zo genoemd wegens hun hoge zetmeelgehalte. De bekendste daarvan is het bintje. Dit ras is geschikt als frituuraardappel omdat het een lange vorm heeft, de ogen aan de oppervlakte liggen, en het de juiste samenstelling heeft. Bovendien kunnen de kleinere aardappels gebruikt worden als kookaardappel. Andere aardappelrassen die voor de frietproductie geschikt zijn:
- Agria
- Asterix
- Challenger
- Felsina
- Innovator
- Première
- Ukema
- Victoria

Aardappels mogen voor verwerking tot friet niet te koud bewaard zijn, omdat dan te veel suikers gevormd worden. Frieten met veel suiker kleuren tijdens het frituren donkerbruin. Het suikergehalte kan worden verlaagd door de frieten te blancheren en ze daarna af te spoelen en te drogen. De frieten kleuren dan niet meer bruin.

## Opslag en bewaren
De opslag en het bewaren van de (frituur)aardappelen gebeurt in grote koelhuizen, waarbij de aardappelen vooraf worden bespoten of beneveld met gewasbestrijdingsmiddelen. Gedurende de opslag gebeurt dit nog enkele malen. Dit gebeurt om het ontkiemen en de vorming van schimmel (phytophthora) te voorkomen. Voordat de aardappelen naar de leverancier gaan, worden ze eerst gewassen in een wasstraat, waarbij het meeste gif van de schil wordt verwijderd. Gif dat tijdens de groei op het land is gebruikt is echter opgenomen in de aardappels en kan dus niet verwijderd worden.
Bij biologisch geteelde aardappelen is het verboden deze middelen tijdens de teelt en de opslag te gebruiken, en is alleen kou en goede ventilatie van toepassing.

## Vorming van schadelijk acrylamide
Net als bij het  bakken van andere voedingsmiddelen kan bij het bereiden van friet de waarschijnlijk kankerverwekkende stof acrylamide ontstaan. Dit gebeurt bij een chemische reactie van het aminozuur Asparaginezuur en de suikers glucose en fructose onder invloed van warmte. De hoeveelheid acrylamide die ontstaat wordt bepaald door het suikergehalte van de aardappels, de baktemperatuur en de behandeling van de aardappels voor het bakken. 
Het suikergehalte van aardappels hangt onder meer af van het aardappelras. Ook de omstandigheden waaronder de aardappelen bewaard worden, zoals de opslagtemperatuur, heeft invloed op de hoeveelheid suikers.
Een belangrijke factor is de temperatuur waarbij de aardappelen gefrituurd worden. Hoe hoger de temperatuur, des te meer acrylamide gevormd wordt. De aanbevolen maximumtemperatuur is 180 °C. Deze temperatuur is niet altijd nauwkeurig te bepalen omdat veel friteuses voor thuisgebruik een slecht functionerende thermostaat hebben.
De vorming van acrylamide is grotendeels te voorkomen door de rauwgesneden aardappel enige tijd in heet zout water met een scheut azijn te leggen. Dit heeft als bijkomend voordeel dat de friet krokanter wordt, doordat het zout vocht aan de aardappel onttrekt.

## Frituurolie en -vet

### Soorten vet
Voor friet worden drie groepen bakproducten gebruikt. Voor de keuze kunnen verschillende motieven een rol spelen, bijvoorbeeld smaak, kosten, gebruiksgemak en gezondheidsaspecten. Tijdens het bakproces neemt de aardappel enige olie of vet op. Een goede verhouding tussen de te frituren porties en de hoeveelheid olie of vet, is 1:10.
Dierlijk vast vet
Van oudsher wordt friet gebakken in ossenwit (gezuiverd rundvet). Velen roemen het authentieke, ietwat scherpe smaakaccent. In de Nederlandse horeca wordt ossenwit nauwelijks meer gebruikt, omdat het duurder is. Als men in België gaat kijken is ossenwit in de meeste frituren nog steeds de norm. Tevens is het niet ongebruikelijk, maar wel redelijk zeldzaam dat er wordt gebakken in smout op de Belgische kermissen, omdat de smoutenbol hier ook in wordt gebakken. Hiernaast wordt er ook gebakken in paardenvet, dat tegenwoordig  al helemaal een zeldzaamheid is. Rund- en paardenvet worden soms ook gemengd. Vast vet kan onhandiger zijn bij het verversen en schoonmaken, omdat het stolt bij afkoelen. Dierlijk vet heeft een al dan niet terecht imagoprobleem, omdat het vooral uit verzadigd vet bestaat. Het bevat daarentegen geen gevaarlijke transvetten.
Plantaardig vast vet
Dit betreft meestal een samengesteld product, dat vanwege de lage kosten veel in de industrie wordt gebruikt, bijvoorbeeld voor goedkope voorgebakken diepvriesfriet. Als hoofdbestanddeel dienen verschillende plantaardige oliën en vetten, die in een chemisch proces worden gehard. Het bevat relatief veel verzadigd vet en transvet, en wordt daarom als minder gezond beschouwd. Een ander voorbeeld is ontgeurd kokosvet, dat vooral uit verzadigd vet bestaat, maar geen transvet bevat.
Plantaardige vloeibare olie
Er zijn diverse geschikte soorten olie om friet in te bakken, die elk een eigen smaak meegeven. Van belang is, dat het rookpunt van de olie hoger moet liggen dan de baktemperatuur van 180 °C. Veelgebruikte soorten zijn zonnebloemolie, raapzaad-/koolzaadolie, sojaolie en palmolie. Olijfolie (gewone of "vierge") kan ook prima, maar het gebruik van "extra vierge" olijfolie wordt afgeraden, omdat er schadelijke stoffen kunnen vrijkomen bij hoge temperaturen. De merk-frituuroliën zijn meestal een mix van oliesoorten, die goedkoop ingekocht kunnen worden op de wereldmarkt. Plantaardige olie bevat deels gezonder onverzadigd vet, en weinig transvet.

### Verantwoord frituren
Frituurvet bevat voornamelijk verzadigd vet. Frituurolie daarentegen bevat veel meer onverzadigde vetten en deze zijn van nature gezonder. Onder de slogan verzadigd vet = verkeerd ; onverzadigd vet = oké wordt op dit gezondheidseffect gewezen door het Voedingscentrum. Nederlandse cafetaria's schakelen steeds meer over op gezondere frituurolie; zij zijn te herkennen aan het logo Verantwoord Frituren. Onverzadigde vetten zijn weliswaar op zich gezonder, maar door het verhitten en door lucht- en lichtinvloeden worden ze gedeeltelijk omgezet in voor de mens gevaarlijke transvetzuren. Het is van belang om onverzadigde vetzuren (vooral de meervoudig onverzadigde vetzuren) niet bloot te stellen aan oververhitting en niet te vaak en te lang te gebruiken. De gebruikte olie of vet moet dus regelmatig vervangen worden.

### Airfryer
Friet kan ook met een airfryer worden bereid, waardoor minder vet nodig is.

## Soorten friet
Friet kan gesneden worden in verschillende diktes vanaf 1,5 mm (zeer dun) tot 20 mm (dik). De dikte bepaalt of er vooral knapperig gefrituurde korst gegeten wordt, of dat ook een zachte aardappel van binnen geproefd wordt.

### Belgische frieten

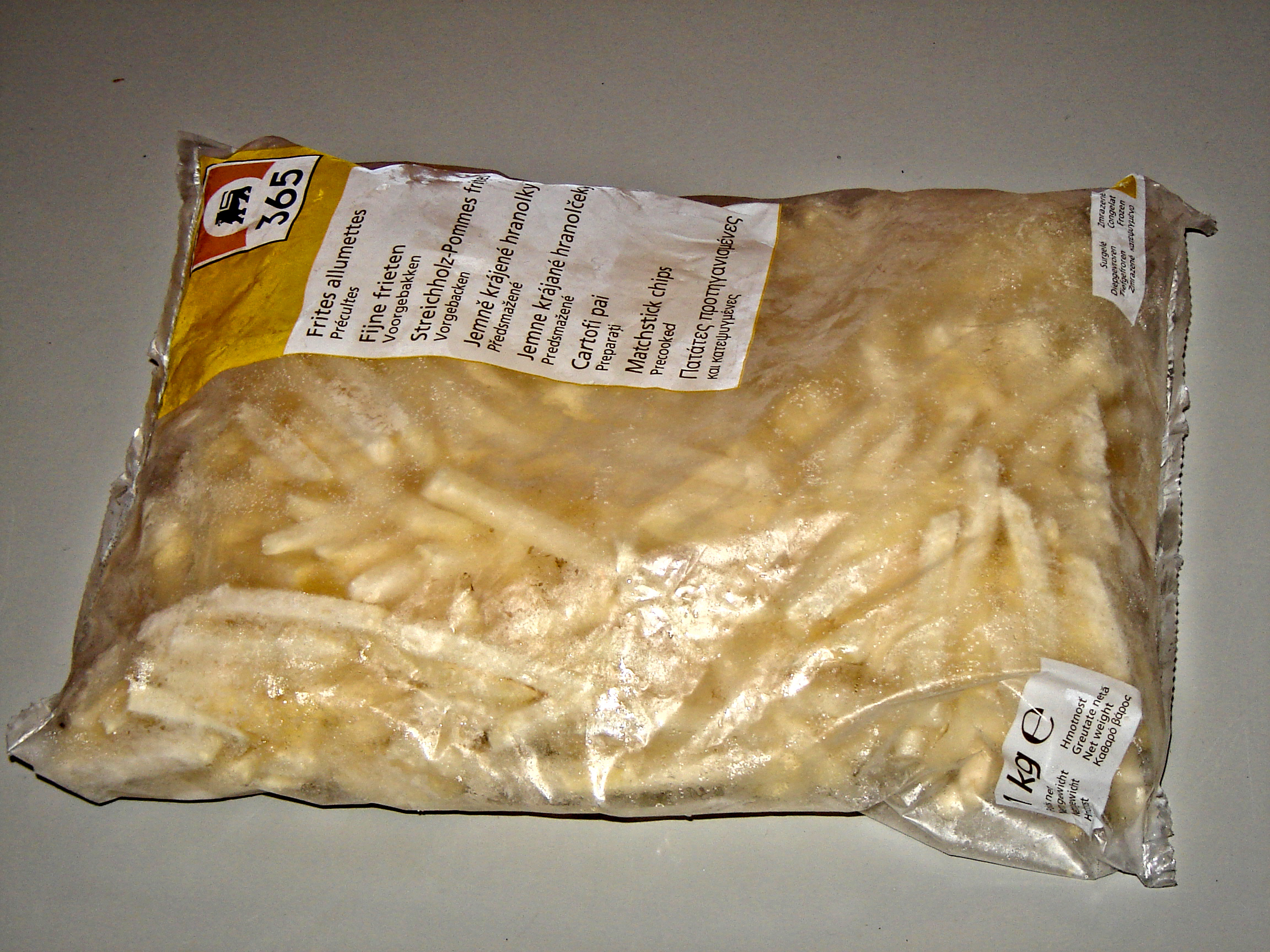
Zak diepvriesfrieten

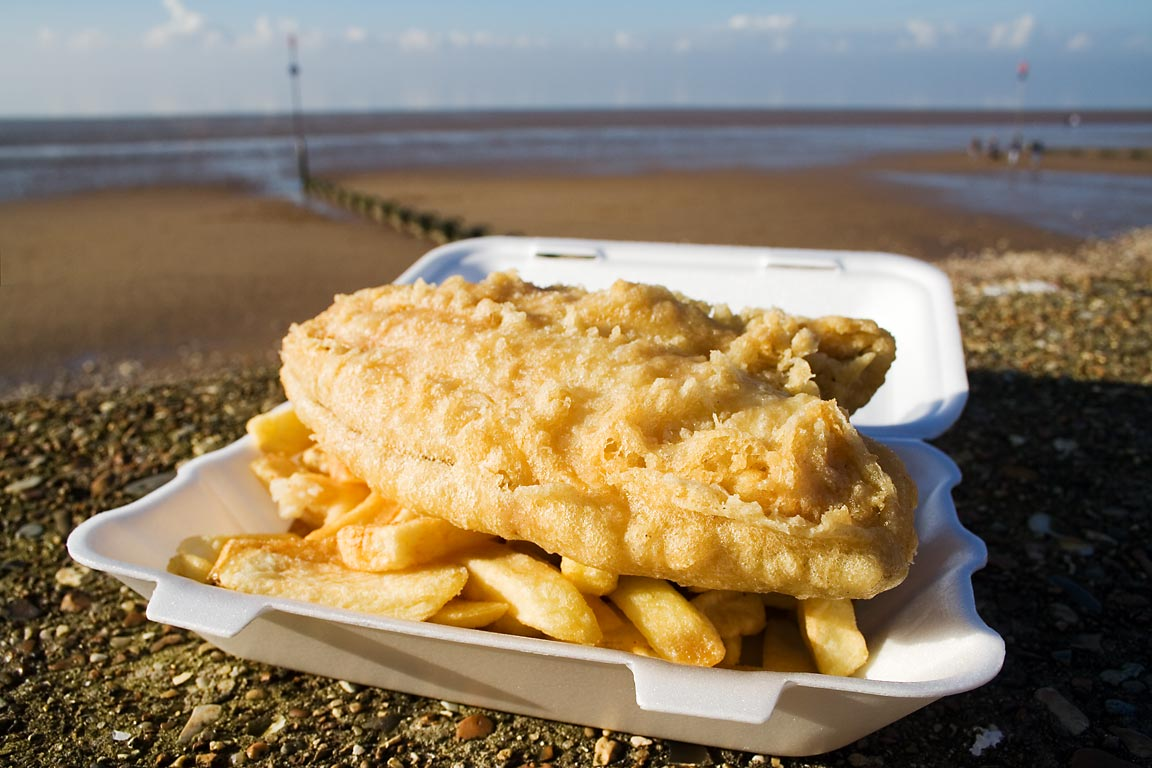
Fish and chips

De frieten worden twee keer gebakken. Eerst gaan de frieten het frituurvet of frituurolie (op ongeveer 145 °C) in om voorgebakken te worden. Tijdens het voorbakken (5 à 6 minuten) wordt de rauwe aardappel langzaam bijna gaar gefrituurd, waardoor de aardappel een groot gedeelte van zijn vocht verliest. Na het voorbakken laat men de frieten minimaal een half uur rusten, waarna ze in frituurvet (of -olie) van 180 °C afgebakken worden tot ze een mooie goudgele kleur hebben. Er zijn voorgebakken frieten verkrijgbaar (ook diepgevroren) die nog maar één keer gebakken hoeven te worden. Een ander alternatief is ovenfriet. Deze friet heeft in de fabriek al een bewerking ondergaan waardoor men de friet zonder te frituren kan bereiden in de oven.

### Nederlandse friet
De procedure voor het maken van Nederlandse friet komt grotendeels overeen met die voor Belgische frieten. Als grondstof voor de Nederlandse friet worden, net als in België, meestal Nederlandse aardappelrassen gebruikt.
Wat in Nederland als "Vlaamse friet" verkocht wordt, heeft dezelfde dikte als de gewone friet die in Nederland over de toonbank gaat. De staafjes zijn echter iets breder gesneden.

## Varianten

### Raspatat of Rasfriet
Raspatat is een soort friet uit geperste aardappelpuree. Het hiervoor benodigde aardappelpureepoeder werd aanvankelijk in de Rixonafabriek in de Groningse plaats Warffum geproduceerd. Tegenwoordig vindt de productie onder de naam 'Ras' in Venray plaats. Hierdoor is de benaming Rasfriet of Raspatat op veel plekken gebruikelijk geworden.

### Steppegras
Steppegras is een frituur- en brasserieschotel die in de provincie Antwerpen, Noord-Brabant en Limburg populair is. De schotel bestaat uit een grote berg flinterdunne friet (vaak voor meerdere personen) met daaronder een stuk vlees. Bovenop de berg friet wordt een schijfje citroen met een hoopje kaviaar gelegd.

### Vlaamse friet
Met Vlaamse friet worden dikke frieten bedoeld. Vaak zo'n 14 millimeter dik.

### Franse pommes frites
Franse pommes frites heeft ongeveer dezelfde dikte als de friet in Nederland en België. Daarnaast bakt men in Frankrijk (en restaurants in België en Nederland) ook pommes pont-neuf (Pont Neuf-aardappelen) van 2 cm dik alsmede pommes allumettes (luciferaardappelen) en pommes pailles (stroaardappelen). Deze laatste varianten zijn zeer dun gesneden en worden eenmalig gebakken - in tegenstelling tot andere friet, die eerst op een lagere temperatuur wordt voorgebakken.

### Engelsechips
Engelse friet (chips) heeft de dikte die de Nederlandse friet vroeger ook had en is daarmee iets dikker dan de huidige Nederlandse en Belgische friet. Ze wordt op ongeveer dezelfde wijze gefrituurd. In het Verenigd Koninkrijk is het de gewoonte friet te bestrooien met zout en azijn en te eten met vis. Fish and chips is er populair als fastfood.

## Verkoop van friet

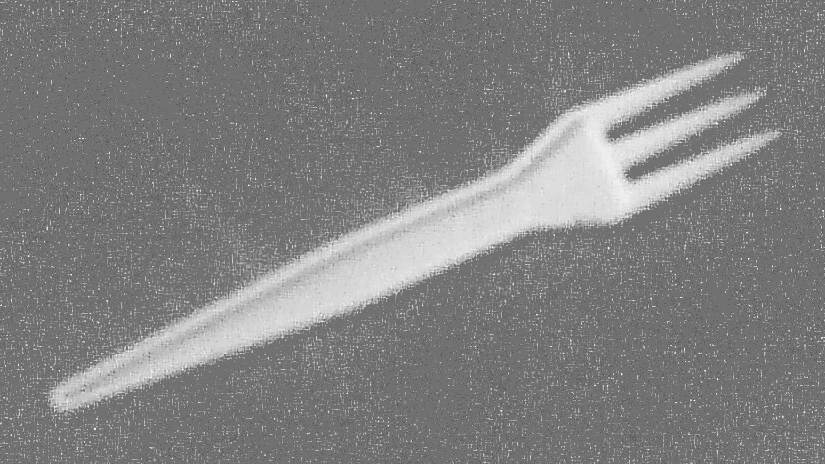
Wegwerpfrietvorkje uit een frietkraam

Friet wordt in restaurants als bijgerecht gegeten, maar is ook los te koop. De verkoop gebeurt in gespecialiseerde verkooppunten waarvan de naam varieert: snackbar (in Nederland ten noorden van de Moerdijk ook wel patatzaak, in Zuid-Nederland friettent en frietkraam), de frituur (ook wel frietkot in Vlaanderen), cafetaria en rijdende varianten, zoals de snackkar of snackwagen die in België onder andere veelal te vinden zijn op kermissen. Gedurende enige tijd bestonden er frietautomaten. Traditioneel werd friet geserveerd in een puntzak; deze is makkelijk af te scheuren zodat de handen niet vet worden van de mayonaise (België en Nederland). Tegenwoordig wordt de friet in Nederland meestal verkocht in plastic bakjes en in België bijna altijd in een kartonnen bakje met papieren servet. In het Verenigd Koninkrijk werd friet ook wel verpakt in een oude krant. Sinds de invoering van de Food Act in 1990 is dit om gezondheidsredenen niet meer toegestaan.
Voorgebakken friet is te vinden in het vriesvak van de meeste supermarkten. Sommige soorten zijn geschikt om af te bakken in de oven. Sinds een aantal jaren zijn er frieten te koop die in de magnetron bereid kunnen worden. Ook zijn er frieten die minder frituurvet opnemen en daarmee minder ongezond zijn.

## Friet met bijgerechten en sauzen
In het algemeen wordt friet op smaak gebracht door er zout over te strooien. De Britten eten hun friet veelal met azijn of met tomatenketchup. De Amerikanen gebruiken alleen ketchup om de frieten in te dopen. In de Lage Landen wordt friet vanouds gegeten met mayonaise of fritessaus. Sinds ca. 1990 ontstaan er steeds meer varianten voor sauzen en bijgerechten.

### Friet met sauzen in Nederland
Friet wordt vaak gegeten als snack in bepaalde combinaties met sauzen. Deze samenstellingen hebben soms kleurrijke namen, die vaak sterk regionaal bepaald en bekend zijn. In Vlaanderen worden frieten meestal besteld als "een pakje met x" of "een grote/kleine (friet) met x", in Nederland zijn combinaties van sauzen vaak (regionaal) bekend onder specifieke benamingen:

#### Friet met
Friet met of patat met (zonder nadere aanduiding van het tweede ingrediënt, met klemtoon op het woord mét) is friet met mayonaise. In Nederland serveren de meeste snackbars fritessaus, omdat dat goedkoper is (gezien het minder olie bevat) en de emulsie langer houdt op de warme frieten. In Nederland is "patat met" dus in de praktijk vaak friet met fritessaus. Echte mayonaise moet men dan nadrukkelijk bestellen, waarbij verschil wordt gemaakt tussen Hollandse mayonaise (iets zoeter van smaak) en Belgische mayonaise (iets zuurder van smaak). In België blijft men de voorkeur geven aan mayonaise.

#### Friet speciaal

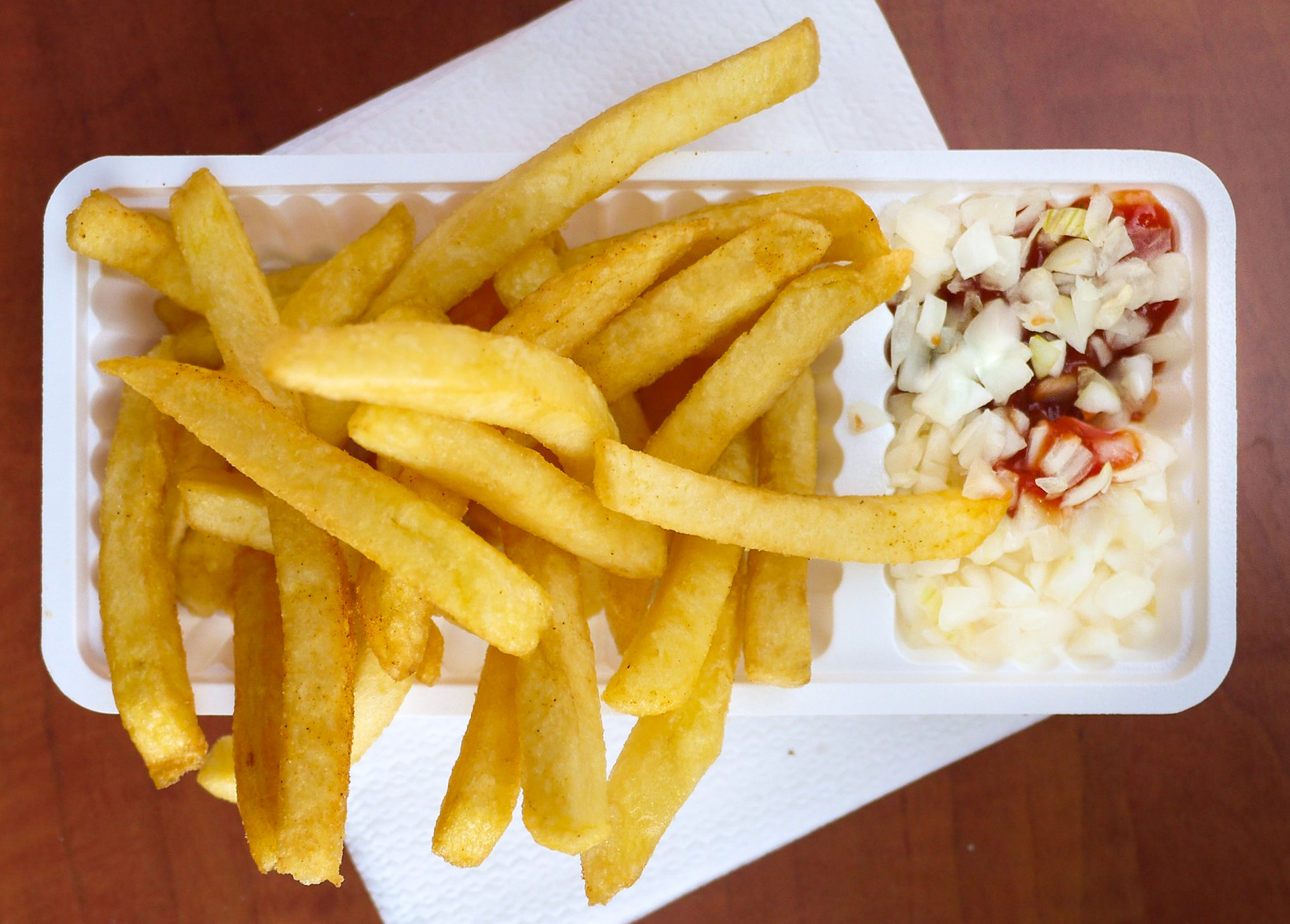
Een patatje/frietje speciaal

Friet speciaal of Patat speciaal is friet met mayonaise, (curry)ketchup en uien. In Nederland wordt de gewone tomatenketchup soms vervangen door curry maar meestal kan gekozen worden tussen beide soorten.
De term friet speciaal is ook in België bekend.

#### Friet met satésaus
Friet met saté- of pindasaus wordt in de volksmond ook wel aangeduid met friet saté of patatje pinda.

#### Patatje Joppie, Frietje Joppie
Patatje Joppie is friet met Joppiesaus. Dit wordt vooral in het zuiden van Nederland, met name in Noord-Brabant, geserveerd.

#### Patatje halfom
Patatje halfom is friet met piccalilly en mayonaise. Deze combinatie van sauzen is over het algemeen niet erg bekend onder de naam "halfom". Deze term wordt wel herkend in Zuid-Holland en het westen van Noord-Brabant, maar dat verschilt van plaats tot plaats.

#### Friet oorlog, patatje oorlog
Friet oorlog of patatje oorlog is friet die wordt geserveerd met mayonaise of fritessaus en ten minste één andere saus, vaak pindasaus, soms ketchup of curry en vaak rauwe (gesnipperde) uitjes. Per regio kan de samenstelling en naam verschillen, zoals friet rotzooi of friet/patatje flip.

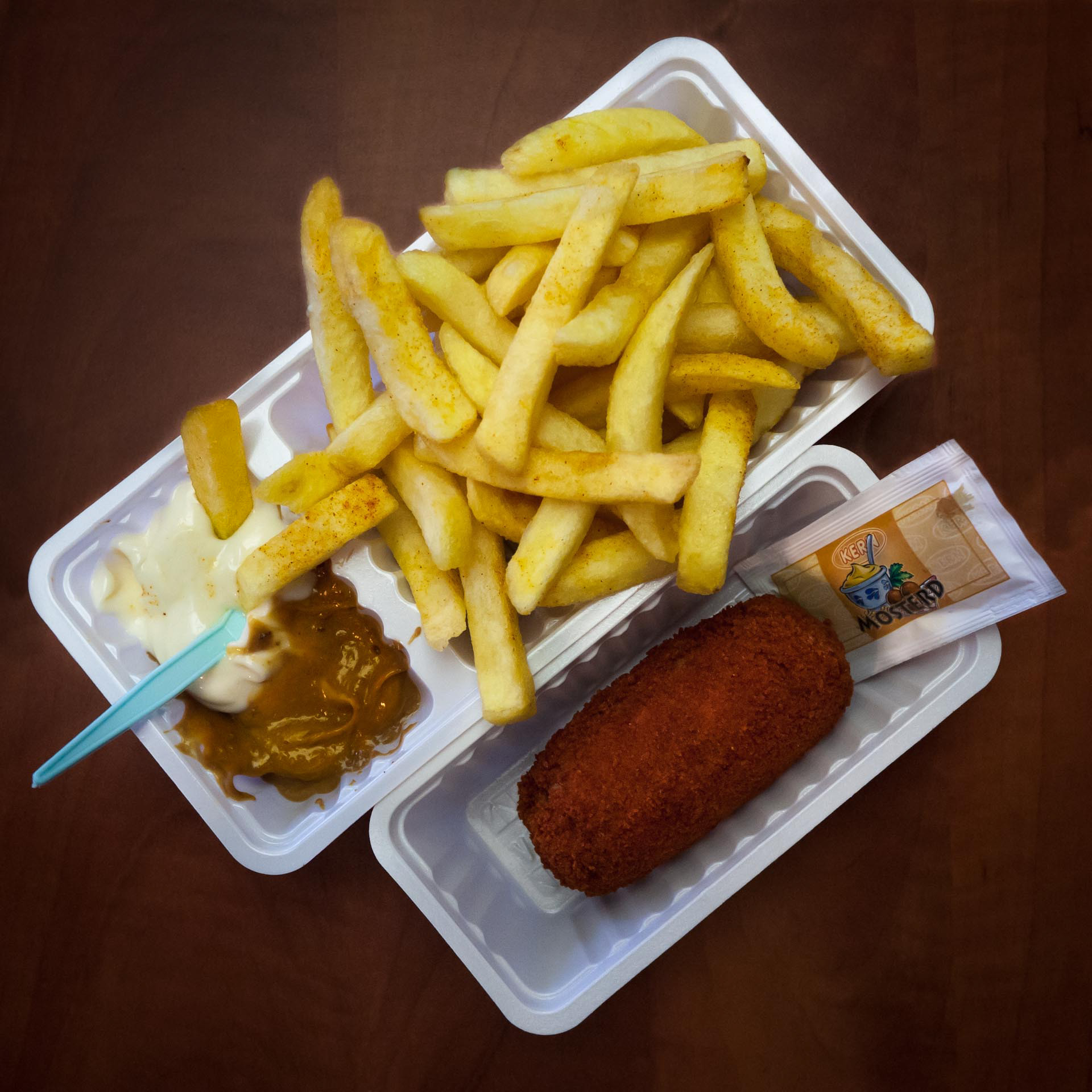
Patatje oorlog met alleen pindasaus en mayonaise

In België is een "friet oorlog" friet met stoofvleessaus, mayonaise en ketchup.
De toevoeging oorlog is een verwijzing naar het slordige toevoegen van de ingrediënten, alsof het om een slagveld gaat. Ook de toevoeging van curry (in het verleden vaak ketchup) zal in het ontstaan van de naam hebben bijgedragen en zo bezien is het een lugubere naam. Er waren nog wel andere namen voor dit recept in omloop, die soms een even nare connotatie hebben, zoals het patatje overweg of patatje rotzooi. Er is getracht een minder lugubere benaming in te voeren (bijvoorbeeld 'frietje feest' of 'friet vrede'), maar dit sloeg in het geheel niet aan.

#### Patat Chillimayo
Patat Chillimayo is een frietje geserveerd met een saus van mayonaise en chilisaus ('vlammensaus'). Deze saus kan het beste gemaakt worden met drie delen romige mayonaise en één deel chilisaus. De pittige chilisaus maakt dat de mayonaise een licht pittige en zoete smaak krijgt.

#### Patat Samurai
Patat Samurai is een scherpere variant op de chillimayo. Het frietje wordt geserveerd met een saus van mayonaise en sambal.

#### Andere sauzen

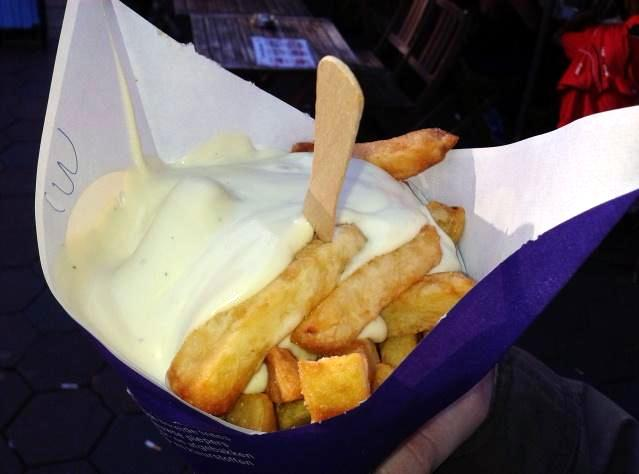
Friet met "wietsaus", verkrijgbaar in Amsterdam

Andere toevoegingen die ook wel worden aangeduid als friet/patat met zijn andalousesaus, tartaar, piccalilly, cocktailsaus, Joppiesaus, ketchup (curry of tomaten) en stoofvleessaus (zeker in Vlaanderen).

### Friet met bijgerechten

#### Friet Super / "Supertje"
Een supertje of friet(je) super is de naam voor een frikandel met friet die in één bakje geserveerd worden. Deze variant van het frietje is bekend in sommige delen van Noord-Brabant en Gelderland, in Limburg wordt dit dan weer een Frikandel Super genoemd.
Op sommige locaties wordt de frikandel vervangen door een gehaktbal of een andere snack. Een supertje is doorgaans iets goedkoper dan een friet met een losse snack erbij.
De bekendste vorm van een supertje is het "supertje speciaal". Rondom Tilburg, 's-Hertogenbosch en Oss krijgt men dan curry, mayonaise en uien erbij. Deze variant heet rond Nijmegen echter gewoon "supertje". In Bergen op Zoom betekent "speciaal" dat men er naast de curry, mayonaise en uien ook nog pindasaus bij krijgt.

#### Frietje "ALA"
Benaming die veel in Nederlands Limburg voorkomt (regio Venlo) voor een frikandel met zuurvlees, bedekt met friet speciaal.

#### Frietje Verkeerd
Benaming die in Noord-Brabant wordt gebruikt. Dit is een variant op het "Supertje", waarbij de frikandel speciaal bedekt wordt door friet.

#### Friet Waterfiets
Een waterfiets of "friet(je) waterfiets" is een vooral Nijmeegse variant op het supertje. Deze populaire snack bestaat uit twee frikandellen, bedekt met friet. Daarbovenop zijn mayonaise (of frietsaus), curry en uitjes gedaan, en bij correcte uitvoering van deze snack zit boven op de sauzen nog een klein schepje friet.

#### Friet Catamaran
Een Catamaran bestaat uit een frietje speciaal met daarboven aan de zijkanten twee frikandellen speciaal. Deze Catamaran is vooral bekend in Noord-Brabant.

#### Friet saté
Friet saté is friet met saté.
De term wordt ook gebruikt voor een friet met satésaus.

#### Frietje stoofvlees

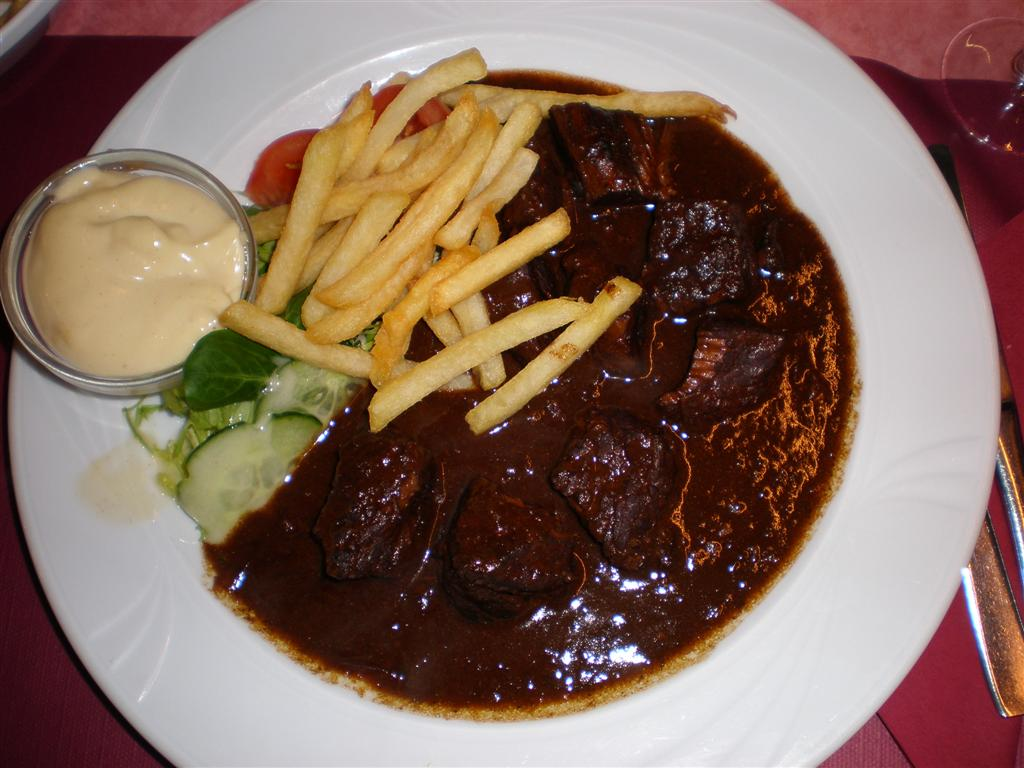
Friet met stoofvlees

Frietje stoofvlees, ook wel genoemd "frietje stoof" is, zoals de naam al zegt, friet met stoofvlees/hachee, behalve in Vlaanderen, waar het "friet met stoofvlees" of "friet met stoverij" genoemd wordt, wordt het in Nederland ook in Zeeland, Noord-Brabant, Limburg en delen van Gelderland geserveerd. Een variant is het Limburgse 'frietje zuurvlees'.
Limburgs: Friet Zoervleesj of Friet Zoervleisj.

#### Kapsalon
De Kapsalon is een vrij recente uitvinding, oorspronkelijk uit Rotterdam, bestaand uit een aluminium bakje met patat, kebab of shoarma, en optioneel kaas. Dit wordt gegrild als er kaas op de kapsalon zit, waarna salade en sauzen naar keuze worden toegevoegd (vaak knoflooksaus en sambal).

#### Friet Pita
Friet Pita bestaat uit een bakje friet met shoarma of gyros, groenten en knoflooksaus.

#### Friet Leopard

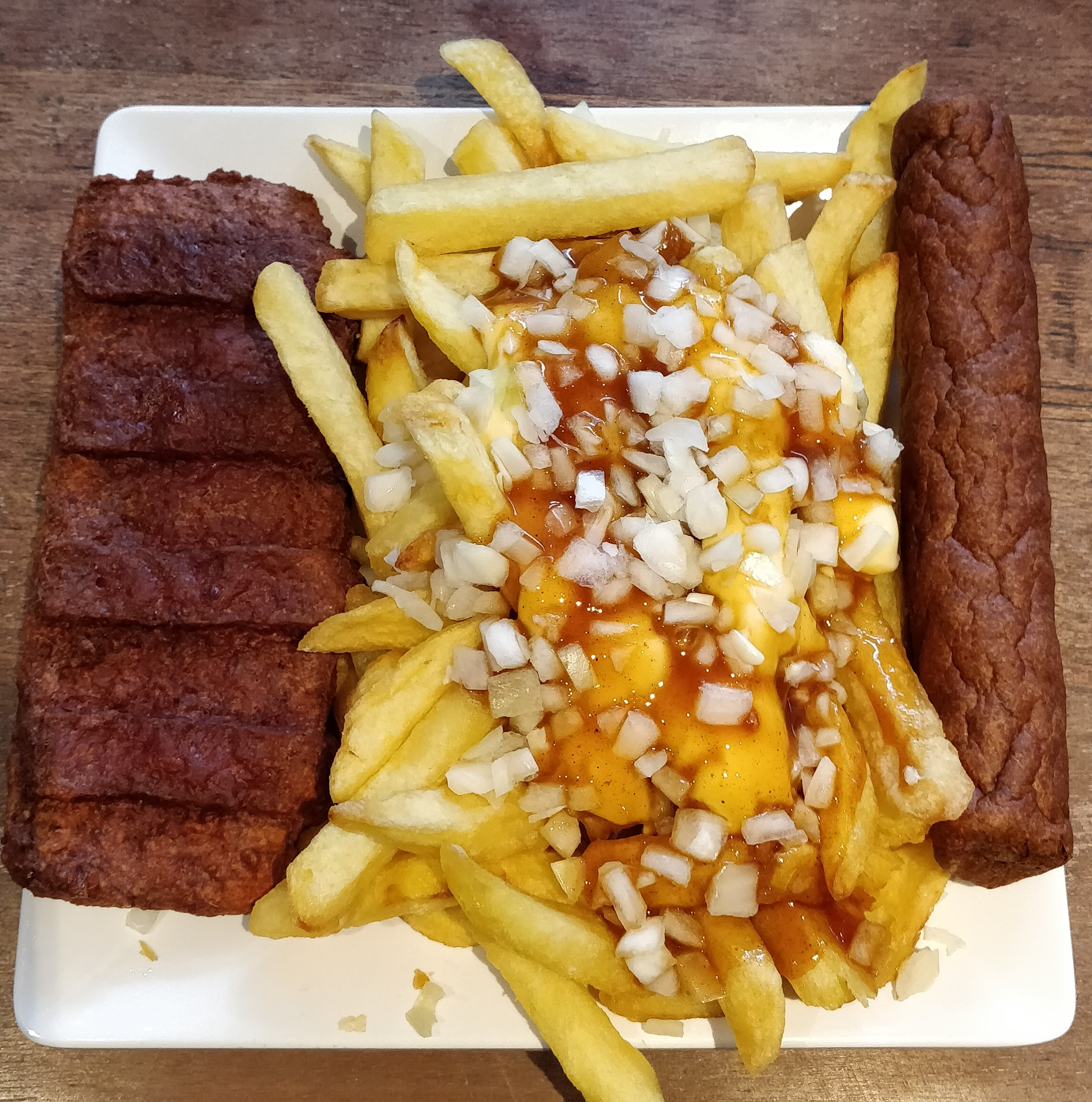
Frietje Leopard

Een Frietje Leopard bestaat uit een Mexicano, daarbovenop friet speciaal en tot slot een frikandel. Vernoemd naar de Leopard Tank bij de Nederlandse Krijgsmacht.

#### Mitraillette en bazooka
Een mitraillette is een broodje met daarop frieten, één of meerdere sauzen en een snack uit het assortiment van de desbetreffende frituur, meestal een hamburger. Een mitraillette komt hoofdzakelijk in België voor. De Franse variant, met stokbrood, heeft regelmatig kebab als bijgerecht. Een bazooka is gelijkaardig aan een mitraillette, maar de snack in het broodje is een mexicano, geen hamburger.

#### Poutine
Poutine bestaat uit friet bedekt met verse kaas, gedrenkt in jus en eventueel nog extra ingrediënten. Het is een Canadees gerecht en het geniet vooral grote populariteit in Quebec waar het wordt gezien als het nationale gerecht.

#### Boulets-frites
Boulets-frites is vooral bekend in Luik en omgeving. Het bestaat uit friet met een Boulet à la Liégeoise (gehaktbal met sauce lapin of sauce chasseur).

## Trivia
- De langste friet ter wereld mat 9,794 meter en werd door Stephan Tyvaert in Gent gemaakt.
- Het officiële door de International Federation of Competitive Eating erkende record friet eten is 1,15 kg in 8 minuten en staat op naam van Cookie Jarvis.[bron?]
- In 2008 opende in Brugge het eerste frietmuseum ter wereld.[15]
- Tijdens het begin van de Irakoorlog is er in Amerika sprake van geweest om de naam 'French fries' te veranderen in 'Freedom fries', omdat Frankrijk tegen deze oorlog was.